# Casa Pous Cunill
La Casa Pous Cunill, o Casa Mercè Pous Cunill, és un edifici del carrer de la Creu Gran, al centre de Terrassa, protegit com a bé cultural d'interès local.

## Descripció
Es tracta d'una antiga casa senyorial, entre mitgeres, de planta baixa amb entresòl i dos pisos. La façana que dona al carrer és simètrica, amb una tribuna central afegida al primer pis posteriorment, i balcons a la resta. El remat superior és en forma de cornisa, amb un frontó semicircular de gran exuberància de detalls ornamentals amb motius florals.

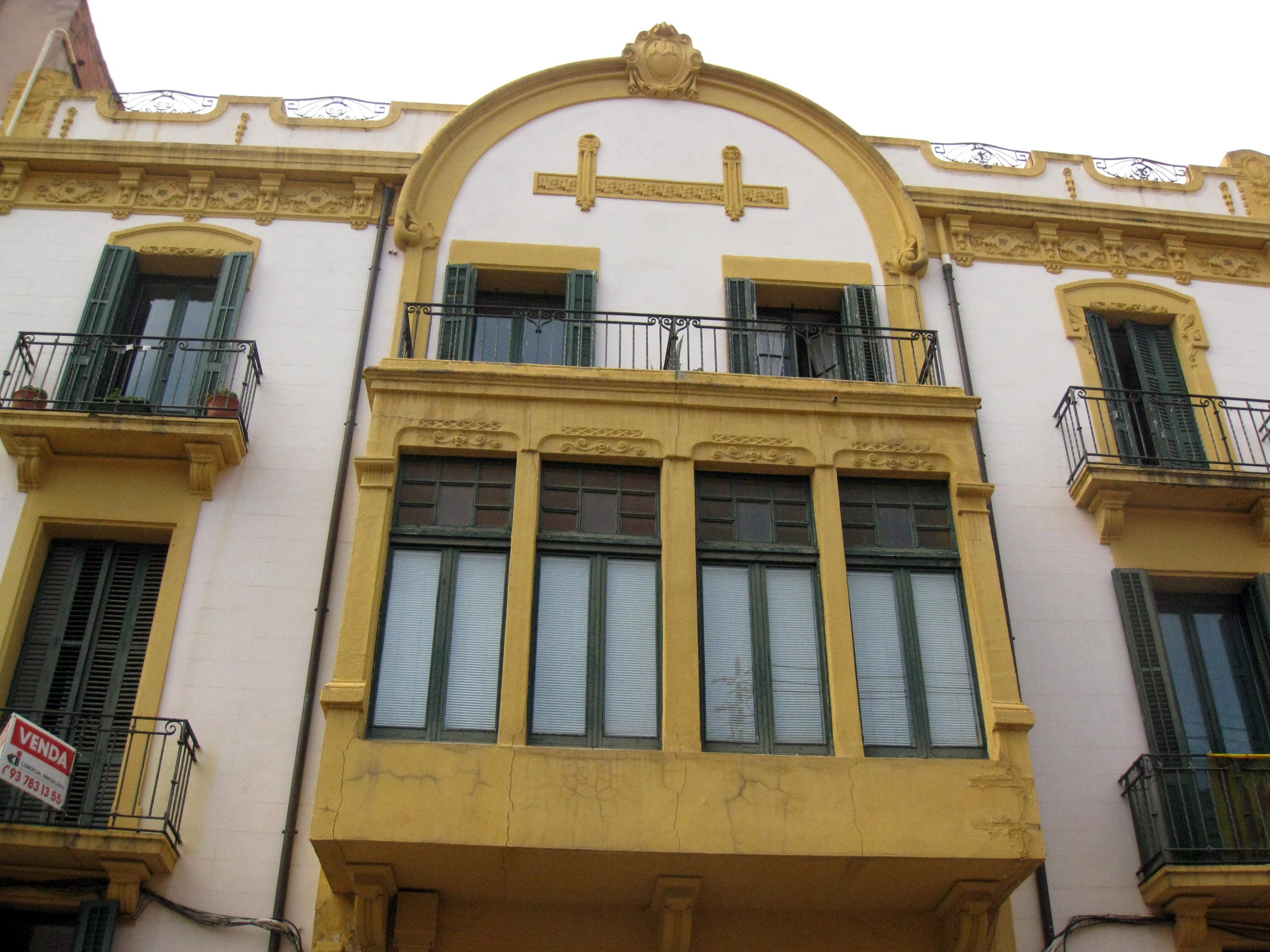
Detall de la tribuna

La planta baixa té dos portals iguals, centrats. En un d'ells hi ha l'escala amb originals picaportes i més a l'interior un fanal de ferro forjat. A través de l'altre portal s'entrava a les antigues quadres, que estan realitzades en maó col·locat a plec de llibre.
L'obra és de maó i estucada. La utilització del llenguatge modernista s'observa en els elements decoratius i en els treballs de forja.

## Història
Aquesta casa fou bastida pel mestre d'obres Josep Masdéu el 1915 com a residència particular del propietari de Can Bonvilar, una masia situat a l'est de la ciutat, vora el nou camp de golf del Reial Club de Golf El Prat.